# Велика школа
Велика школа је била највиша образовна институција у Србији између 1863. и 1905. године. Настава је одржавана у Капетан-Мишином здању. Школа је прерасла у Београдски универзитет 1905, када су отворени Медицински, Богословски и Пољопривредни факултет.

## Историјат

### Предисторија
Почеци више наставе у Србији датирају из времена Првог српског устанка. Устаничка Велика школа основана је у Београду крајем лета 1808. године, али није била дугог века. Постојала је само пет година, до 1813.
Године 1833. основана је Прва крагујевачка гимназија, као прва гимназија у Кнежевини Србији. При крају прве владе кнеза Милоша, 1838. године, на предлог Стефана Стефановића Тенке, тадашњег министра просвете и црквених послова, „да се досадашња гимназија на степен Лицеума возвиси”, основана је прва виша школа у Србији - Лицеј у Крагујевцу, званичног назива Лицеум Књажества сербског. Када је престоница 1841. године премештена у Београд, са њом одлази и Лицеум. Београдски Лицеј смештен је у Конак кнегиње Љубице, где се налазио до 1863. када се сели у Капетан-Мишино здање и прераста у Велику школу.

### Оснивање Велике школе
Основана је законом од 24. септембра 1863. године као наследник Лицеја, дотадашње највише школе у Кнежевини Србији која је била смештена у Конаку кнегиње Љубице. Приликом оснивања премештена је у здање које је један од најбогатијих Срба тога времена, капетан Миша Анастасијевић, поклонио „своме отечеству“. Значајни задужбинари били су и Лука Ћеловић Требињац, Ђока Влајковић, краљица Наталија Обреновић и други.
Школа је у закону била дефинисана као научно заведење за више и стручно изображење, тј. научни завод за више и стручно образовање. Врховна власт био је министар просвете, а Великом школом су непосредно руководили ректор и Академијски савет. Ректора је постављао владар, а први ректор био је Константин Бранковић (1814–1865).
Велика школа је по оснивању имала три одељења, односно факултета: Филозофски факултет, Технички факултет и Правни факултет. Програми су се у знатној мери преклапали, тако да су студенти углавном добијали опште образовање, а премало право стручно. На филозофском одељењу се студирало три године, а на правном и техничком четири.
С изменама закона из 1873. Филозофски факултет је подељен на два одсека: Историјско-филолошки и Природно-математички. Изменама закона од 1880. године студије на Филозофском факултету се продужују на четири године. Изменама закона из 1896. године број одсека, тј. група сродних наука, битно је повећан: на Филозофском на седам (новоформирани Лингвистичко-литерарни, Историјско-географски, Математичко-физички и Хемијско-природњачки), на Техничком на три (Грађевински, Механичкотехнички и Архитектонски) и на Правном на два (Судски и Политичкоекономски), што је допринело специјализацији и унапређењу стручне стране студија.
Током времена је знатно повећана и самоуправа Велике школе.
У Кнежевини (потом и Краљевини) Србији, Велика школа имала је значајну репутацију, која је захваљујући истакнутим наставницима прелазила државне границе и попримала и европске размере. Најистакнутији наставници школовали су се на водећим иностраним универзитетима, а потом су, са катедри Велике школе, одржавали интензивну сарадњу са својим ранијим професорима и колегама у иностранству.
Велика школа је напредовала током четири деценије и постала претеча Универзитета, али ипак ни до краја свог постојања није достигла довољан ниво да прерасте у универзитет, већ је он формиран 1905. године, када је Краљ Петар Први 27. фебруара потписао указ о проглашењу претходно изгласаног Закона о Универзитету. Закон је зајемчио аутономију Универзитета, прокламујући да су „наставници слободни у излагању своје науке“. 

## Ректори
- Уџбеник Грађанско право Андре Ђорђевића
- Уџбеник Међународно право, предавања Мил. Р. Веснића

Ректори Велике школе у периоду 1863–1905. били су:
- 1863/64. и 1864/65. - Константин Бранковић
- 1865/66. - Сергије Николић
- 1866/67. и 1867/68. - Стојан Марковић
- 1868/69. — 1874/75. - Јосиф Панчић
- 1874/75. (летњи семестар) - Емилијан Јосимовић
- 1875/76. - Алимпије Васиљевић
- 1876/77. - Емилијан Јосимовић (2. пут)
- 1877/78. - Стојан Бошковић
- 1878/79. — 1880/81. - Стојан Марковић (2. пут)
- 1881/82. — 1883/84. - Димитрије Нешић
- 1884/85. - Панта Срећковић
- 1885/86. - Коста Алковић
- 1886/87. - Јован Бошковић
- 1888/89. и 1889/90. (до јуна) - Светомир Николајевић
- 1890. - Панта Срећковић (2. пут)
- 1890/91. - Сима Лозанић
- 1891/92. - Коста Алковић (2. пут)
- 1892/93. и 1893/94. - Димитрије Нешић (2. пут)
- 1893/94. - Светислав Вуловић
- 1894/95. - Коста Алковић (3. пут)
- 1895/96. - Војислав Бакић
- 1896/97. - Јован Жујовић
- 1897/98. - Војислав Бакић (2. пут)
- 1898/99. - Глиша Гершић
- 1898/99. и 1899/1900. - Никола Стаменковић
- 1900/01. - Коста Главинић
- 1901/02. - Милан Јовановић Батут
- 1902/03. и 1903/04. - Марко Т. Леко
- 1904/05. - Сава Урошевић